# 幸田尚子
幸田 尚子（こうだ なおこ、1979年12月31日 - ）は、日本の女優。

## 来歴
福岡県福岡市出身。大阪芸術大学舞台芸術学科演技演出コース卒業。
無名塾、劇団青年座を経て2008年8月から2014年12月まで劇団クロムモリブデンに所属。その後、モジリ兄とヘミングを立ち上げる。2019年5月に出産。一児の母。

## 出演

### テレビドラマ
- 忘文（フジテレビ） - ゲスト出演
- 女刑事みずき〜京都洛西署物語〜 最終話（テレビ朝日）
- 夜王（TBS） - 裕子 役
- おとり捜査官・北見志穂12（2007年、テレビ朝日） - 千葉則子（最初の被害者） 役
- 7万人探偵ニトベ（2009年、BS朝日） - 香月れお 役
- どうする?東京（2010年 - 2011年、東京MX） - メインレギュラー　オオシマツバキ 役
- 家族のうた 第1話（2012年、フジテレビ） - 松野美保 役
- 知っとく!なっ得! （2012年 - 、テレビ朝日） - レギュラー：デイジー安佐先生 役
- カエルの王女さま （2012年、フジテレビ）
- シャキーン！同じ台本劇場 （2012年、NHK）
- 踊る大捜査線 THE LAST TV サラリーマン刑事と最後の難事件 （2012年、フジテレビ）
- Piece（2012年、日本テレビ）
- 世にも奇妙な物語'13 春の特別編「石油が出た」（2013年、フジテレビ） - テレビレポーター 役
- 潔子爛漫〜きよこらんまん〜 （2013年9月2日 - 10月25日、フジテレビ） - レギュラー：お紺 役
- 医龍 -Team Medical Dragon- 4 第8話（2014年、フジテレビ） - 前原好美 役
- 金曜プレステージ 赤い霊柩車33（2014年、フジテレビ） - 谷原詩織 役
- BORDER 第4話（2014年、テレビ朝日） - 井浦 役
- 青山ワンセグ開発10月期ただいま会議中（2014年、NHK） - レギュラー：牧野 役
- あかりのむこう inspired by CMVO Songs（2014年、WEBドラマ） - レギュラー：汀真琴 役[2]
- 掟上今日子の備忘録 第8話（2015年、日本テレビ） - 店長 役
- よろず屋ジョニー 第3話（2015年、フジテレビTWO） - 清宮直美 役
- ナオミとカナコ（2016年、フジテレビ） - 津村麻子 役
- 科捜研の女 第16シリーズ 第6話（2016年、テレビ朝日） - 寺川沙織 役
- 黒い十人の女（2016年、日本テレビ系）‐尚子 役
- 立花登青春手控え2（2017年、NHK BSプレミアム）
- 警視庁いきもの係（2017年、フジテレビ） - 藤原亜紀子 役
- ハロー張りネズミ（2017年、TBS） - ママ 役
- ドロ刑（2018年、日本テレビ）
- SUITS/スーツ 第6話（2018年、フジテレビ） - 小堺和枝 役
- 妖怪シェアハウス（2020年、テレビ朝日） ‐ ゲスト　鷲尾香澄
- 賭けから始まる恋 （2023年、U-NEXT） - 律子 役
- そだてれび・のぞく （2023年、テレビ朝日） - 伝説の演出家　役
- セクシー田中さん 第1話、8話（2023年、日テレ） - 課長　役
- アンチヒーロー 第7話（2024年5月26日、TBS）[3]

### 映画
- GONG（ベ・テス監督） - ロボット 役※ストックホルム映画祭招待作品
- ノロイ（2005年、白石晃士監督） - 清水孝美 役
- コアラ課長（2005年、河崎実監督） - 裕美 役
- かにゴールキーパー（2006年、河崎実監督） - 絶叫主婦 役
- 日本以外全部沈没（2006年、河崎実監督） - 買い物主婦 役
- ヅラ刑事（2006年、河崎実監督） - 友里 役
- シルバー假面（2006年、実相寺昭雄監督） - 大曽根蘭子 役
- トンデモ・ホラーシリーズ「あ!この家にはトイレが無い!」（2007年、河崎実監督） - メガネの奥様 役
- 吸血ゾンビと妖怪くの一大戦争（山田誠二監督） - カスミ 役
- 最後のタンゴ（熊谷まどか監督） - 主演
- 踊る大捜査線 THE FINAL 新たなる希望（2012年、本広克行監督）
- 闇金ウシジマくん2（2014年、山口雅俊監督）
- 女優は泣かない（2023年、有働佳史監督） - 園田枝美子 役

### CM
- CAPCOM 極魔界村 バイラルCM
- 第一生命 「安心の絆」篇（2012年）
- 西友
  - サゲイスト「魅せられて」篇（2012年）
  - 冬ギフト「主婦ラップ」篇（2012年）
  - 夏ギフト「主婦ラップ」篇（2013年）
  - 夏ギフト「法廷」篇（2015年）
- NTT東日本 フレッツ・ミルエネ 「フレッツで節電」篇（2012年）
- 興和 虫よけ当番「置き型タイプも」篇（2013年）
- 東京ガス 「ガスの仮面」WEBドラマ1話〜5話（2013年）
- PIZZA-LA 「ブルーハワイ」篇（2014年）
- メソケアプラス 「ひっぱるもの」篇（2014年）
- ピップ 「ピップマグネループEX」篇（2014年）
- ダイハツ WAKE
  - 「WAKE兄弟 自転車」篇（2014年）[4]
  - 「WAKE兄弟 ショートビバーク」篇（2015年）
  - 「WAKE兄弟 ペット」篇（2015年）
  - 「WAKE兄弟 登山」篇（2015年）
  - 「新WAKE兄妹登場」篇（2016年）[5]
  - 「WAKE兄弟 スノボ」篇（2016年）
  - 「WAKE兄弟 オートキャンプ」篇（2017年）
  - 「WAKE兄弟 温泉」篇（2018年）
  - 「WAKE兄弟 SUP」篇（2018年）
- KIRIN のどごし生
  - 「そうめん流し」篇（2015年）
  - 「おれの肉」篇（2015年）
- 大塚製薬 SOYJOY 限定Webムービー「マリーアントワネット」篇  （2015年）
- 日清食品 カップヌードル 「STAY HOT 名探偵編」篇（2016年）
- UHA味覚糖 さけるグミ「社長はさけるよ」（2016年）
- スヴェンソン スヴェンソン
  - 「喫茶店再会」篇（2018年）
  - 「謎の男」篇（2018年）
  - 「悩める男」篇（2019年）
- 味の素冷凍食品 おにぎり丸「悩める母」篇（2018年）
- LION トップ スーパーNANOX「めんどくさくない？」篇（2018年）
- おそうじ本舗 「おそうじ本舗2019年」篇（2019年）
- BASE 「ひとつもあってない聞き間違い」篇（2021年）
- アステリア 「HandbookX」篇（2022年）
- au損保 自転車保険（2022年）
- バイク王「バイクのキモチ 126cc以上CP」篇（2022年）

- セブン-イレブン「カップデリシリーズ」（2022年）

- サントリー パーフェクトサントリービール

「いい焼肉っぷりだ」篇　（2023年）
- ワガシャde DOMO 採用管理システム

「そのつら〜い人材採用の頭痛に」篇（2023年〜2025年）
- 日産自動車　NISSAN SAKURA Presents

「ただいま検討中。いざEV！？乗り換え家族会議」篇（2024年〜2025年）
- P&G トイレのファブリーズ　「5つ星ホテル推奨の香り」篇　（2024年〜2025年）

### 舞台
クロムモリブデン公演
- エスエフ（2001年、伊丹AI・HALL） - ダリアナ 役
- 猿の惑星は地球（2006年、中野ザポケット・梅田HEPホール） - サマンサ 役
- テキサス芝刈機（2008年、青山円形劇場・伊丹AI・HALL） - 男役の女ヒゲロウ 役
- 空耳タワー（2009年、赤坂REDシアター・梅田HEPホール） - ハセベナナミ 役
- 不躾なQ友（2009年‐2010年1月、赤坂REDシアター） - 亀山 役
- 恋する剥製（2010年6月‐7月、赤坂REDシアター・HEPホール） - マリエ 役
- 裸の女を持つ男（2011年4月、シアタートラム） - 瀬呂利ミミ 役
- 節電ボーダートルネード（2011年12月、赤坂REDシアター・HEPホール） - どんちゃん 役
- 進化とみなしていいでしょう（2012年7月 - 8月、赤坂REDシアター） - 中條乃々華 役
- 連続おともだち事件（2013年3月、赤坂RED/THEATER・HEP HALL） - シラヌイ 役
- こわくないこわくない（2014年8月 - 9月、赤坂RED/THEATER・HEP HALL） - 多岐川ヨリエ 役

その他
- 踊るご老人（2004年、シンクロナイズ、アイピット目白）
- 音楽劇 赤毛のアン（2005年、東京国際フォーラムCホール・文化センター大ホール） - 準々ヒロイン
- キラー・ジョー（2006年、シアターXワークショップ公演、シアターXホール）
- 朝に死す（2007年、K-Z企画、六浦地区センター）2人芝居
- 音楽劇 スガナレル（2008年、シアター1010）
- 呼吸（2008年、シアターΧ） - ヒロイン
- ナイフなワイフ（2010年2月、THE☆メンチカツ成、王子小劇場） - サツジンさん 役
- よわいもんいじめ（2010年9月、コマツ企画、三鷹市芸術文化センター星のホール） - 行き遅れ 役
- さよならバイバイ嫌いです（2010年10月、吉本興業、神保町花月） - 素子 役
- SWEET（2011 1月、ehon、座・高円寺、作演出:葛木英） - 真中 役
- Numbers（2011年7月、DARTS、サンモールスタジオ）
- とーくおぶざでっど・序（2011年8月、ジョニータイム、恵比寿駅前バー） - 尚子 役
- キミハシラナイ（2011年9月、吉本興業、神保町花月） - 道子 役
- 耳のトンネル（2012年3月、FUKAIPRODUCE羽衣、駒場アゴラ劇場）
- 行方不明（2012年11月、劇団ブラジル、赤坂REDシアター） - 麻理子 役
- 再演 耳のトンネル（2014年6月、FUKAI PRODUCE 羽衣・吉祥寺シアター・伊丹AI・HALL）
- イトイーランド（2016年4月、FUKAI PRODUCE 羽衣・吉祥寺シアター・伊丹AI・HALL、作・演：糸井幸之介） - コーダー 役
- ゆっくり回る菊池（2016年11月、僕たちが好きだった川村紗也、駒場アゴラ劇場、作・演：青木秀樹） - 菊池富士子 役
- 私のホストちゃん REBORN（2017年1月、サンシャイン劇場、森ノ宮ピロティホール、東海市芸術劇場大ホール、作・演：村上大樹） - 華麗華 役
- 仮面夫婦の鏡（2017年4月、ハイリンド、下北沢スターダスト） - 二人芝居
- 梶山太郎氏の憂鬱と微笑（2017年6月、劇団道学先生、赤阪レッドシアター、作・演：中島淳彦） - 御崎美菜子 役
- 瞬間光年（2017年8月、FUKAIPRODUCE羽衣・駒場アゴラ劇場・宮崎県立劇場、作・演：糸井幸之介）
- ケンジ先生（2017年10月、テアトルBONBON、作・演：成井豊） - シラキ社長 役
- 笑う吸血鬼（2017年12月・2018年4月4月、全労済ホール スペース・ゼロ、原作：丸尾末広作丸尾丸一郎（劇団鹿殺し）・演：山崎彬（悪い芝居）） - 橘和子 役
- モジリ兄とヘミング（2018年2月、中野MOMO、作・演：G2） - 海老江輝子/占い師風の女 役
- 艶∞ポリス（2018年7月、下北沢駅前劇場、作・演：岸本鮎佳） - 赤星紗世子 役
- モジリ兄とヘミング「オットセイ・オデッセイ」（2019年3月、中野テアトルBONBON、作・演：G2） - 篠塚恭子 役
- ハケンアニメ!（2019年10月-11月、COOL JAPAN PARK OSAKA、紀伊国屋ホール、作・演：G2）　-相模梢　役
- モジリ兄とヘミング「老蝋楼」（2020年3月、中野MOMO、作・演：G2）　–西園寺望美　役
- デジタル本多劇場「24年と7ヶ月」（2020年8月、本多劇場、作・演：有働佳史）二人芝居
- モジリ兄とヘミング「REOPARD豹変」（2021年6月、中野MOMO、作・演：G2）　-高田菜海　役
- 博多座「羽世保スウィングボーイズ」（2021年7月、博多座・8月新歌舞伎座、作・演：G2）　-花紅葉楓　役
- トリツカレ男（2021年10月、全労済ホールスペース・ゼロ、作・演：成井豊） - フィオリーナ 役
- 受付（2021年12、アトリエファンファーレ演：大江祥彦） - 二人芝居
- 浪花節シェイクスピア　富美男と夕莉子（2022年5月、紀伊國屋ホール・シアタードラマシティ 作・演：末満健一） -  九羽平タケ　役
- シリコン「アイニク」（2024年1月、OFF OFFシアター　作・演　松尾英太郎）-主演
- 銀行強盗にあって妻が縮んでしまった事件（2024年4月、日本青年館ホール、COOL JAPAN PARK OSAKA WWホール、御園座、作・演：G2）[6]-グレイス•ゲインズフィールド　役
- 悲しい時には羊のうたを（2025年2月、新宿村LIVE 作：武藤志織・演出：村田充）[7]-主演
- 熱海殺人事件（2025年４月、赤坂RED /THEATER 作:つかこうへい　演:山崎銀之丞）-片桐ハナ子
- シリコン「パチパチ」（2025年８月、「劇」小劇場　作・演出　松尾英太郎）-主演

### 声優・ナレーション
- 青春アドベンチャー（NHK-FM）
  - 『さよなら、田中さん』（2018年7月） - 田中真千子 役
  - 『北海タイムス物語』（2019年2月）[8] - 桐島美鶴 役
  - 『四捨五入殺人事件』（2022年4月） - 織田加代 / 織田小夜 役
  - 『火星ダーク・バラード』（2024年2月） - 神月璃奈  / ジャネット 役[9]

- FMシアター（NHK-FM）
  - 『最後の一人になるために』（2018年10月） - 本田優香 役
  - 『ストリートピアノ ～伴奏のジャーニー』（2024年10月）[10] - ミゾバタケイ 役

- 妄想ラジオショウ「もしも...」（NHKラジオ第1）
  - 第1弾（2024年8月31日）[11]
  - 第2弾（2024年12月30日）[12]
  - 第3弾／放送100年記念（2025年3月29日）[13]

### その他
- T-1グランプリ06（オフィス北野・なべやかん主催） - ゲスト参戦
- エチュ1グランプリ2010（神保町花月・カンフェティ主催） - 神保町花月選抜メンバーとして参戦
- カンフェティ「10のセンス」連載
- 桑田佳祐の楽曲「若い広場」のミュージック・ビデオ出演。